# Nebula (Marvel Cinematic Universe)
Nebula je fiktivní postava z Marvel Cinematic Universe, založená na stejnojmenné postavě z komiksů Marvel Comics, hraná skotskou herečkou Karen Gillanovou. Nebula je modrá, mimozemská válečnice, adoptivní dcera Thanose, který zabil její rodinu a sám ji vychoval. Ze začátku je na Thanosově straně, ale později se přidá ke Strážcům galaxie, a po Thanosově lusknutí k Avengers.
Od svého debutu ve filmu Strážci Galaxie, se objevila v dalších třech filmech a seriálu Co kdyby…?. Měla by se objevit také v nadcházejících filmech – Thor: Láska jako hrom, Strážci Galaxie: Volume 3 a speciálu Strážci Galaxie: Sváteční speciál.

## Fiktivní biografie

### Mládí
Nebula je jednou z dětí, které Thanos násilně adoptoval, poté, co zabil její rodinu. Thanos si ji přivlastnil a vychoval po boku Gamory, aby byla válečnicí. Během toho, ji Thanos nutil s Gamorou bojovat a pokaždé, když prohrála, nechal ji Thanos vyměnit kus těla za kybernetickou část, čímž ji proměnil v kyborga.

### Pronásledování Thanose a Gamory
V roce 2014 Thanos vyslal Nebulu a Gamoru, aby pomohly Ronanovi získat Kámen moci. Uspějí, Ronan získá Kámen moci a zradí Thanose s úmyslem zničit planetu Xandar a zabít Thanose. Nebula se však postaví na jeho stranu, proti svému otci. Po boji se jí podaří uniknout z Xandaru, když Strážci galaxie úspěšně překazí Ronanův útok.
Nebula je později zajata členy rasy Sovereign, když se snaží ukrást jejich baterie. Později, ji panovník rasy vydá Strážcům galaxie, za jejich službu při ochraně jejich baterií. Poté, co ostatní Strážci odejdou s Egem, otcem Quilla, Nebula pomůže Ravagerům chytnou Rocketa a Groota, kteří s ní zůstali. Ukradne jejich loď a odletí na Egovu planetu, aby pronásledovala Gamoru. Poté, co konečně porazí Gamoru v boji, obě se usmíří a spojí se v boji proti Egovi. Nebula se po boji rozhodne zabít Thanose a odejde.

### Spojení se s Avengers
Pokus Nebuly zabít Thanose však selže a místo toho je zajata a mučena na jedné z Thanosových lodí. V roce 2018 Thanos přivede Gamoru na jeho loď, kde je Nebula uvězněná, aby mu Gamora pod nátlakem prozradila umístění Kamene duše. Poté, co Thanos odejde s Gamorou, Nebula uteče, vezme loď a odletí na planetu Titan, aby se pokusila zabít Thanose. Zde se setká s Quillem, Mantis, Draxem, Starkem, Parkerem a Strangeem, se kterými se spojí proti Thanosovi, ale všichni selžou. Později, Nebula a Stark jsou jediní, kteří přežijí Problik, ale jsou necháni napospas na Titanu.
Nebula a Stark opustí Titan v lodi Strážců galaxie, ale loď je poškozena a uvíznou ve vesmíru, ale o tři týdny později je zachrání Carol Danversová. Poté, co doletí na základnu Avengers na Zemi, se Nebula znovu spojí s Rocketem a doprovodí přeživší Avengers do vesmíru do Zahrady, planety ne které bydlí Thanos, aby se mu postavili. Thanos jim však pouze oznámí, že Kameny zničil a Thor mu poté usekne hlavu.

#### Časová loupež a bitva s Thanosem
Nebula a Rocket, nyní jako členové Avengers, spolupracují s Danversovou na misích ve vesmíru. 
V roce 2023 Nebula a ostatní přeživší Avengers cestují časem přes kvantovou říši do alternativních let. Nebula s Rhodesem se přenesou na planetu Morag v roce 2014, kde vezmou alternativní verzi Quilla Kámen moci. Alternativní verze Nebuly však začne selhávat kvůli přítomnosti „hlavní“ Nebuly a alternativní Thanos si díky tomu uvědomí přítomnost hlavní Nebuly a nechá ji zajmout. Poté, co analyzoval její vzpomínky a dozvěděl se o svém budoucím vítězství, pošle alternativní Nebulu zpět do přítomnosti namísto původní Nebuly, aby se ujistil, že opět vyhraje. Alternativní Nebula poté přivede alternativního Thanose a jeho armádu na hlavní časovou osu, kde zničí základnu Avengers. Thanos poté nařídí alternativní Nebule, aby mu přinesla Kameny nekonečna. Poté, co hlavní Nebula úspěšně přesvědčí alternativní Gamoru, aby opustila Thanose, postaví se svému alternativnímu já a pokusí se ji přesvědčit, aby udělala totéž, ale je nucena ji zabít, když odmítne. Nebula se poté připojí k bitvě proti alternativní Thanosově armádě a po boji se zúčastní Starkova pohřbu. Později se Nebula připojí ke Strážcům galaxie a vrátí se s nimi do vesmíru, kde je doprovází Thor.

## Alternativní verze

### Varianta z roku 2014
V alternativním roce 2014 nařídí Thanos Gamoře a Nebule, aby pomohli Ronanovi získat Kámen moci. Než však stihnou odejít, začne Nebula selhávat kvůli přítomnosti Nebuly z hlavní časové osy. Po napojení se do „hlavní“ Nebuly Thanos analyzuje její vzpomínky a dozví se o vítězství svého hlavního já. Nechá proto nahradit „hlavní“ Nebulu jejím alternativním já, které je posláno zpět do přítomnosti v hlavní časové ose. Alternativní Nebula přenese alternativního Thanose a jeho armádu do roku 2023, který zničí základnu Avengers a nařídí Nebule, aby mu přinesla Kameny nekonečna. Nebula je během hledání konfrontována svým hlavním já a Gamorou, kteří se ji snaží přesvědčit, aby opustila Thanose. Ta však odmítne a je zabita „hlavní“ Nebulou.

### Co kdyby…?

#### Práce se Star-Lordem T'Challou
V alternativním roce 2014 je Nebula blízkým spojencem Star-Lord T'Chally. Připojí se k T'Challovi, Thanosovi a Ravagers na misi ukrást Embers of Genesis od Sběratele a po misi s nimi navštíví Wakandu.

#### Thorova párty
V alternativním roce 2011 se Nebula účastní Thorovy intergalaktické party na Zemi.

## Výskyt

### Filmy
- Strážci Galaxie
- Strážci Galaxie Vol. 2
- Avengers: Infinity War
- Avengers: Endgame
- Thor: Láska jako hrom[11]
- Strážci Galaxie: Volume 3[12] (připravovaný)

### Seriály
- Co kdyby…?

### Speciály
- Strážci Galaxie: Sváteční speciál[13] (připravovaný)